# 1920年代臺灣
| 世紀： | 19世紀臺灣 \| 20世紀臺灣 \| 21世紀臺灣                                                                                                   |
| 年代： | 1890年代臺灣 \| 1900年代臺灣 \| 1910年代臺灣 \| 1920年代臺灣 \| 1930年代臺灣 \| 1940年代臺灣 \| 1950年代臺灣                             |
| 年份： | 1920年臺灣 \| 1921年臺灣 \| 1922年臺灣 \| 1923年臺灣 \| 1924年臺灣 \| 1925年臺灣 \| 1926年臺灣 \| 1927年臺灣 \| 1928年臺灣 \| 1929年臺灣 |

1920年代臺灣實處於從啟蒙到建立本土文化的「狂飆年代」（Sturm and Drang）。簡言之，屬於台灣日治時期中期的1920年代台灣，避免忽略了政治權力與宗教的鬥爭，而專精於教育、哲學與文學的發展。從而迅速於該年代建立有別於中國與日本殖民政府的台灣文化與台灣民族精神。

## 背景
因為1914年到1918年慘烈的第一次世界大戰，從根本動搖了西方列強對殖民地的統治權威。歷經這場戰爭，十九世紀興盛的民族主義，一般只適用於規模較大的國家民族，一次世界大戰後被改造成弱小民族也能適用。在這種情況下，民主與自由思想風靡一時。為了妥適應付殖民地的騷動，逐漸弱化了的西方帝國主義列強開始對殖民地做出讓步，日本對台灣允諾更大的殖民地自治權及更開明的制度。
約於同時，日本本國的政治生態也有了改變。在此一時期初，日本國內正處於由藩閥政府與官僚政治轉換到政黨政治和議會政治的所謂大正民主時期。1919年，田健治郎被派任為殖民地台灣的首任文官總督，他在赴任前，與日本首相原敬談妥，以同化政策為統治的基本方針，並於同年10月正式向府內官員發表。他表示，同化政策的精神是內地延長主義，也就是將台灣視為日本內地的延長，目的在於使台灣民眾成為完全之日本臣民，效忠日本朝廷，加以教化善導，以涵養其對國家之義務觀念。
雖然樂見台灣境內持續的經濟改善，但是面對日本的同化威脅，以台灣本土為主流的知識份子開始體會建立台灣意識的重要性，他們除了避免經由政治與宗教來反對日本同化，而是經由教育文學來確立有別於漢文化的台灣文化。

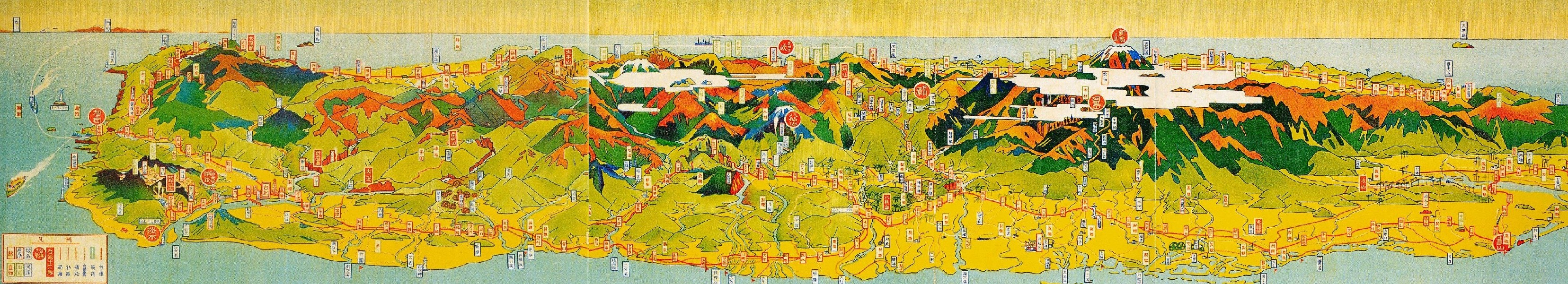
1928年的台灣

## 確立之臺灣文化
1920年代的臺灣文化得以確立，最大功臣為台灣文化協會。以《台灣民報》做為協會宣傳工具，在台北、新竹、台中、員林、台南等地設立十餘處讀報社。並四處舉辦演講。並舉辦各種講習會。除了邀請《台灣通史》作者連雅堂主講台灣史和漢文、哲學博士林茂生也曾主講西洋歷史外、身為醫生的蔣渭水也下場主講公共衛生。更有擔任律師或學有所長的會員主講法律和經濟學（如遠從哥倫比亞大學回來的陳炘）等。據統計，在1925年、1926年中的聽眾即達23萬人之多。

## 風俗革新
臺灣文化的確立，亦間接造成台灣風俗的革新。其中，剔除阿片（鴉片）為此階段最大貢獻。這裡面，除了台灣總督府的禁令之外，台灣民眾黨向國際聯盟的控訴也是關鍵之一。
除了廢止鴉片之外，台灣於1920年代所努力的目標尚有推崇節約的「文明婚禮」，去除重鬼神的迷信觀念，尊重女子人格等。這些目標雖未必全然達成，卻興起了新生活的啟端。除此，這些風俗革新運動過程裡面，也造成了學潮、左翼運動、以及無政府主義的興起，這些社會運動甚至為台灣20世紀之間最蓬勃的左派風潮。

## 文學創新
1919年，在東京的台灣留學生改組原先的「啟發會」成立「新民會」，展開這一階段文學革新。而伴隨此過程而來的也有《台灣文藝》(1934年)、《台灣新文學》(1935年)等文學刊物的相繼發行。這些擺脫古詩的近代文學，為台灣白話文運動的肇始者，也被學者認為與中國的五四運動或白話文運動息息相關。

## 西方美術

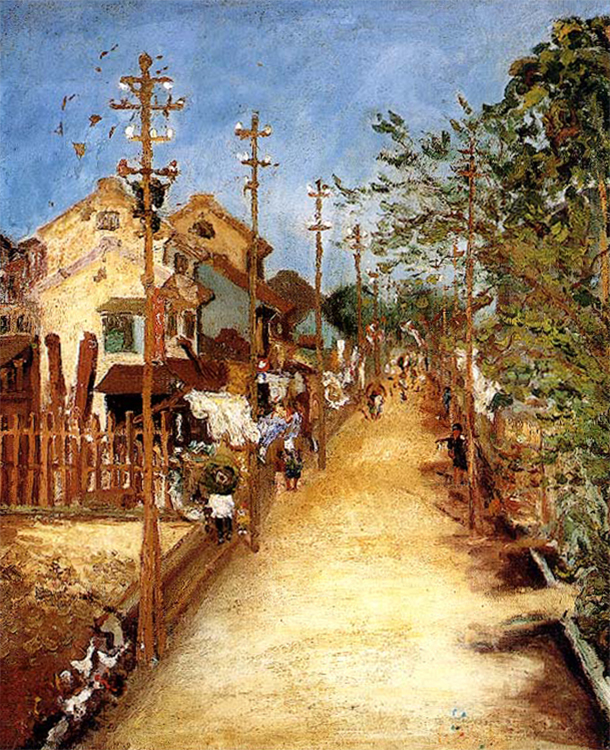
嘉義街外/ 陳澄波/ 1926/ 畫布、油彩/ 64×53cm/ 第七回日本「帝國美術展覽會」入選

1926年，在日本內地就學的台籍學生陳澄波以一幅〈嘉義街外〉的作品，入選第七回日本帝國美術展覽會（簡稱帝展）。這是地處外地的台灣人首次以西畫跨進內地日本官展的門檻。其後他又數度入選帝展和其他各項展覽，而這些成果讓美術於台灣更容易推廣。
真正讓美術發軔於台灣的是日治時期官辦展覽的成立。1927年由台灣總督府與石川欽一郎、鹽月桃甫、鄉原古統及木下靜涯等畫家創辦台灣美術展覽會該展覽，不但栽培了台灣第一代西畫家，其展覽演變的台灣地方繪畫風格，於戰後仍深深影響台灣畫壇，甚至美術設計，工業設計等等層面。而此階段期的西畫家除了早已成名的陳澄波之外，尚有李梅樹、廖繼春、郭柏川、陳進、郭雪湖、呂鐵洲、楊三郎、顏水龍、林玉山、李石樵、葉火城、陳永堯等等。

## 大事紀
- 1921年：向日本帝國議會提出第一次〈台灣議會設置請願書〉（1月30日）。
  - 「三一法」改為「法三號」（4月1日）。
  - 由臺北鐵道株式會社興建集資興建的臺北新店線鐵路完工通車（4月17日）。
  - 台灣文化協會成立，從事文化啟蒙運動（10月17日）。
- 1922年：〈治安警察法〉在台灣實施（12月28日）。
- 1923年：《台灣民報》在東京創刊（4月15日）。
  - 攝政皇太子裕仁（昭和天皇）視察台灣（4月16日）。
  - 取締台灣議會設置請願運動的「治安警察法違反事件」(簡稱「治警事件」)發生（12月16日）。
- 1925年：桃園大圳竣工（5月17日）。
  - 蔗農爭取權益，發生「二林事件」（10月22日）。
- 1927年：台灣文化協會分裂，部份人士另組「台灣民眾黨」（7月10日)，為台灣人第一個政治團體，要求地方自治。
- 1928年：總督府設立台北帝國大學，為台灣大學前身（4月1日）。
  - 「台灣共產黨」(日本共產黨台灣民族支部)成立於上海法國租界（4月15日）。
  - 台北基隆間縱貫道路開通式於基隆隧道內舉行（9月11日）。
- 1929年：臺灣總督府開始刊行「台灣關係史料」。
- 1930年：嘉南大圳正式通水啟用（4月10日）。
  - 台灣民眾黨分裂，「台灣地方自治聯盟」成立（8月17日）。
  - 霧社事件。（10月27日）。